# Burg Glaneck
Die Burg Glaneck, auch Glonnek genannt, ist eine abgegangene Spornburg auf einem 500 m ü. NHN hohen Höhensporn des Petersbergs über der Glonn an der Stelle der Kirche St. Peter und Paul westlich des Ortsteils Eisenhofen der Gemeinde Erdweg im Landkreis Dachau in Bayern.

## Geschichte
Als Besitzer der vermutlich im 11. Jahrhundert erbauten Burg über der Gabelung der alten Römerstraße von Augsburg nach Freising werden die Grafen von Scheyern mit Graf Otto I. von Scheyern genannt, sowie die Grafen von Lechsgemünd. Anfang des 12. Jahrhunderts gaben die Grafen Otto III. und sein Verwandter Berthold von Burgeck die Burg auf und schenkten sie dem Benediktinerorden. Die beiden Stifter schenken dem Kloster auch einen großen Teil ihrer Güter. 1104 bezog ein Konvent Hirsauer Mönche von Bayrischzell über Fischbachau kommend den Burgstall. An Stelle der „Scheyernburg“ wurde ein Kloster mit einer kleinen Georgskirche errichtet. 1107 wurde es dann zum Kloster Petersberg umgebaut. 1123 nach nur 16 Jahren wurde das Kloster von den jungen Mönchen wieder verlassen und nach Scheyern verlegt.

## Beschreibung

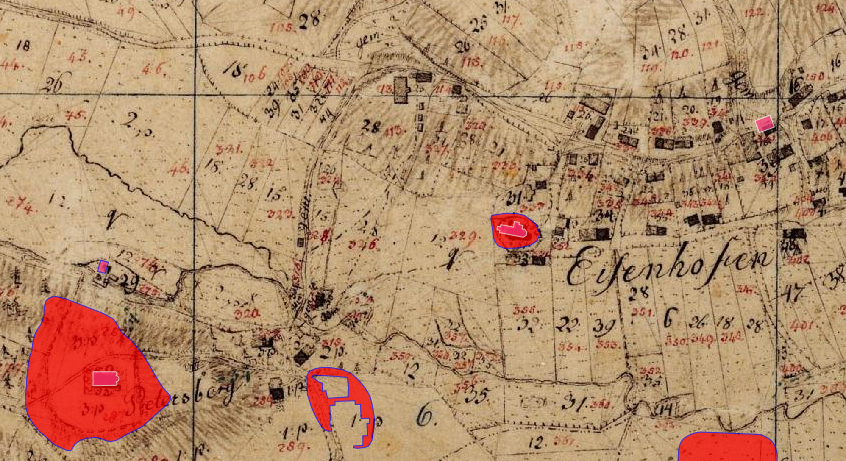
Lageplan von Burg Glaneck auf dem Urkataster von Bayern

Heute ist die Burgstelle mit dem noch deutlich erkennbaren Halsgraben im Westen zu erkennen. Die Anlage wird als Bodendenkmal unter der Aktennummer D-1-7633-0007 im Bayernatlas als „Burgstall des hohen Mittelalters ("Burg Glaneck") sowie untertägige mittelalterliche und frühneuzeitliche Befunde im Bereich der Kath. Filialkirche St. Peter auf dem Petersberg mit abgegangenem Benediktinerkloster“ geführt. An der Südseite der ehemaligen Burg befindet sich die Kirche St. Peter und Paul.